# Boodes
Boodes (en grec Βοώδης) était un membre du Sénat de Carthage. Il prit part à la première guerre punique (264-241 av. J.-C.) et commanda une partie de la flotte qui en 260, sous le commandement d'Hannibal Gisco, vainquit la flotte romaine aux îles Lipari. Après la bataille, Boodes captura le consul Gnaeus Cornelius Scipion Asina.